# Bernard Diamant

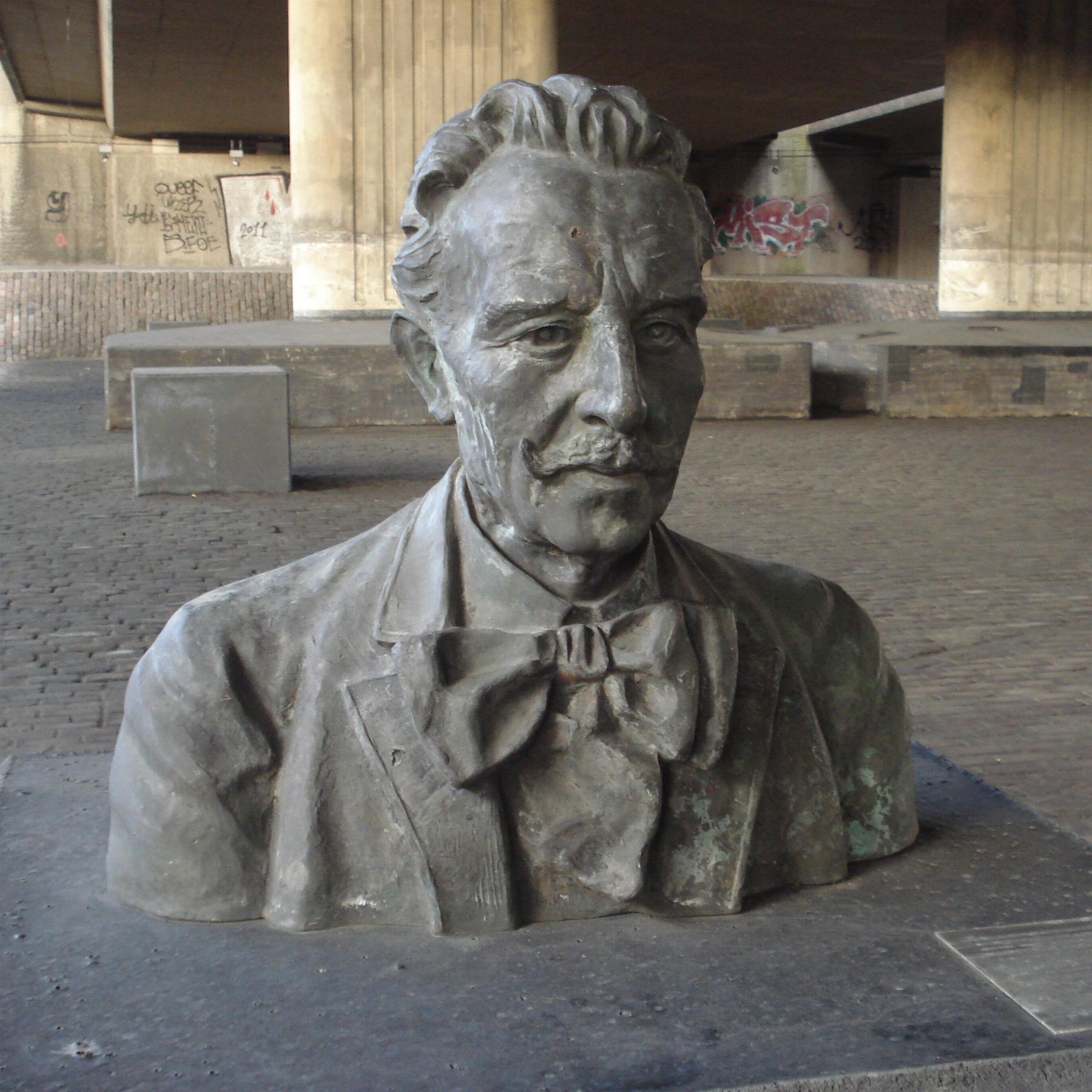
Bernard Diamant door Han Rhem

Bernard Diamant (Delft, 16 juli 1872 – Coolsingelziekenhuis, Rotterdam, 30 december 1936) was een Nederlands koordirigent, hij was ook begenadigd pianist en organist.
Hij werd geboren binnen het kinderrijke gezin van de uit Duitsland afkomstige zijdeverver Philippus Diamant en Neeltje Sellemans. Hij huwde in 1909 zelf met Theodora Maria Slebe (artiestennaam Marie Taverne). Zoon Bernard Diamant (1912-1999), leerling van onder andere Cornélie van Zanten, werd zanger en zangpedagoog tot in Canada aan toe. In 1932 leed hij zodanig aan reumatische zenuwpijnen, dat hij langdurig verbleef in ziekenhuizen in Rotterdam, Duitsland en Zwitserland. Begin december 1936 viel hij van de trap in het gebouw van het Rotterdamsch Nieuwsblad, moest met een gebroken heup opgenomen worden in het ziekenhuis, leek te herstellen, maar overleed na een snelle verslechtering. Hij was ridder in de Orde van Oranje-Nassau en officier d’Acadmie (sinds 18 december 1936, hij ontving de onderscheiding in het ziekenhuis). Hij werd begraven op begraafplaats Crooswijk. Rotterdam eerde de dirigent met een beeld van Han Rehm.
Zijn muziekopleiding begon in Gouda bij Jaap Spaanderman en vertrok vervolgens naar het Rotterdams Conservatorium. Zijn docenten aldaar waren Joh.H. Sikemeier, Marius van 't Kruijs, Theodoor Verhey, Arthur Seidel, Ferdinand Blumentritt in piano, orgel, harmonieleer, compositieleer. Hij gaf na die opleiding leiding aan voornamelijk gemengde en mannenkoren in en om Rotterdam. Zo waren er Zangvereniging Excelsior en Rotte’s Mannenkoor (Rotterdam), Gemengd Koor (Schiedam en Vlaardingen), mannenkoor Inter Nos, kinderkoor Ons huis en het orkest Sempre Crescendo. Hij was ook muziekleraar aan de rijksnormaalschool/Vormschool voor onderwijzeressen in Rotterdam.
Daarnaast was hij organist van de Grote/Nieuwe Kerk (gesloopt in de jaren 70) van Delfshaven, waar hij talloze orgelconcerten gaf, maar ook ter begeleiding achter de piano kroop. Zijn arm reikte wel verder, want er zijn optredens van hem bekend in Utrecht met de Johannespassion.
Van zijn hand verscheen een beperkt aantal werken:
- Ze wisten ’t wel, lied voor zangstem en piano
- Albumblad voor piano of harmonium
- De komst des Heeren, een oratorium uit 1909
- Een veldmuis vond in ’t beukenbos een lege notendop (kinderliedje op tekst van David Tomkins
- De engel (in memoriam Marie Diamant)
- De dappere kikkertjes, De Kleine chauffeur, Poes is ziek (kinderliedjes met pianobegeleiding)

- MusicBrainz: 6b91a537-ad5a-4285-b160-fcb2bec13dca